# Last Word
Il Last Word è un cocktail a base di gin. Dal 2020 è incluso nella lista dei cocktail ufficiali riconosciuti dall'IBA.

## Storia
Il Last Word compare per la prima volta nel 1951 nel libro "Bottoms Up!" di Ted Saucier, il quale afferma che le sue origini risalgono al 1920, quando venne servito nel bar dell'Athletic Club di Detroit. Successivamente diventò popolare a New York grazie all'attore Frank Fogarty.
La popolarità del cocktail è calata dal termine della seconda guerra mondiale fino al 2004, quando il barman Murray Stenson, imbattendosi per caso in una copia del libro di Saucier, lo ha proposto in un locale di Seattle. Diventando una moda tra Seattle e Portland, il drink si è poi diffuso in tutto il mondo.

## Composizione
- 2,25 cl di gin
- 2,25 cl di chartreuse verde
- 2,25 cl di maraschino
- 2,25 cl di succo di lime

## Preparazione
Il Last Word si prepara versando gli ingredienti nello shaker. Dopo aver agitato vigorosamente, filtrare in una coppetta da cocktail precedentemente raffreddata. La ricetta non prevede alcuna decorazione.